# Борцова, Лидия Петровна
Лидия Петровна Борцова (1920 — 1993) — советский врач. Заслуженный врач РСФСР. Герой Социалистического Труда (1969).

## Биография
Родилась 5 апреля 1920 года в селе Пресногорьковка, Узункольского района, Костанайской области.
С 1939 по 1943 годы училась в Омском медицинском институте, после окончания которого с 1943 по 1947 годы  работала заведующей Дорогобужским районным отделом здравоохранения Смоленской области и практикующим врачом. Л. П. Борцова помимо основной деятельности занималась восстановлением разрушенной во время оккупации больничной сети  Дорогобужского района.
С 1947 по 1954 годы — заведующая Тяжинским врачебным участком и заведующая районным отделом здравоохранения Тисульского района Кемеровской области. С 1954 по 1977 годы — главный врач участковой и центральной районной больницы в городе Топки Кемеровской области.
11 февраля 1961 года  Указом Президиума Верховного Совета СССР «за отличие в труде» Лидия Петровна Борцова была награждена Медалью «За трудовую доблесть».
4 февраля 1969 года  Указом Президиума Верховного Совета СССР «а большие заслуги в области охраны здоровья советского народа» Лидия Петровна Борцова была удостоена звания Героя Социалистического Труда с вручением Ордена Ленина и золотой медали «Серп и Молот».
В 1977 году Л. П. Борцова уехала в город Новороссийск Краснодарского края и с 1977 по 1987 годы — работала врачом скорой помощи, а затем и главным врачом Дома санитарного просвещения.
Помимо основной деятельности Л. П. Борцова избиралась членом Топкинского райкома КПСС и депутатом Топкинского городского и районного Советов.
Жила в городе Новороссийске. Умерла в 1993 году.

## Награды
- Медаль «Серп и Молот» (4.02.1969)
- Орден Ленина (4.02.1969)
- Медаль «За трудовую доблесть» (11.02.1961)

### Звания
- Заслуженный врач РСФСР